# Bara Mamadou Ndiaye
Bara Mamadou Ndiaye, indicato talvolta col soprannome Bara Bebeto (Tivaouane, 31 dicembre 1991), è un calciatore senegalese, attaccante svincolato.

## Carriera
Gioca la sua prima stagione in Italia con la maglia del Teramo, con cui nella stagione 2009-2010 gioca il campionato abruzzese di Eccellenza; nel gennaio del 2010 con la sua squadra prima in classifica (e che a fine anno vincerà il campionato, conquistando la promozione in Serie D) viene ceduto al Giulianova, club abruzzese di Lega Pro Prima Divisione, con cui per una stagione e mezzo gioca stabilmente titolare nella squadra Berretti (nella stagione 2010-2011 arriva anche a giocare le semifinali per lo Scudetto di categoria); durante la sua permanenza in giallorosso è però anche aggregato stabilmente alla prima squadra, con cui nella seconda parte della stagione 2009-2010 gioca 2 partite nel campionato di Lega Pro Prima Divisione, al termine del quale il Giulianova retrocede in Lega Pro Seconda Divisione, campionato in cui Ndiaye nella stagione 2010-2011 gioca 12 partite senza mai segnare (più ulteriori 2 presenze nei play-off).
Nell'estate del 2011 si trasferisce agli svizzeri del Lugano, con cui nella stagione 2011-2012 oltre a segnare 3 gol in 2 presenze con la squadra riserve (in quinta divisione) disputa 5 incontri nella seconda divisione elvetica ed una partita in Coppa Svizzera. Nel gennaio del 2012 viene ceduto in prestito per i successivi 6 mesi al Kaposvár, formazione della prima divisione ungherese, campionato nel quale termina l'annata segnando 5 reti in 9 presenze; gioca inoltre anche una partita in Coppa d'Ungheria. Nel luglio del 2012 torna per fine prestito al Lugano, con cui disputa la stagione 2012-2013, nella quale segna 5 reti in 8 presenze in quinta divisione con la squadra riserve e 2 reti in 23 presenze in seconda divisione con la prima squadra, con cui segna anche un gol nella sua unica presenza stagionale in Coppa Svizzera. Dopo un altro periodo in rosa al Lugano nel quale non disputa partite ufficiali, nel gennaio del 2014 passa in prestito al Kecskemét, con cui nella seconda parte della stagione 2013-2014 segna 2 rei in 10 incontri nella prima divisione ungherese. A fine anno viene acquistato a titolo definitivo dal club, con cui l'anno seguente realizza 9 reti in 28 partite di campionato. Trascorre l'intera stagione 2015-2016 al Gaziantep, con cui oltre a giocare una partita in Coppa di Turchia segna un gol in 4 presenze in TFF 1. Lig, la seconda divisione turca. Nella stagione 2016-2017 gioca nella massima divisione cipriota col Doxa Katōkopias, segnandovi una rete in 16 presenze; nel gennaio del 2017 si trasferisce al Gyirmót, nella prima divisione ungherese: dopo aver giocato 6 partite, nell'aprile del 2017 rimane svincolato. Nella stagione 2017-2018 e nella stagione 2018-2019 gioca nelle serie minori turche, prima col Ceyhanspor e poi con l'Isparta Davraz. Nell'estate del 2019 torna in Italia, prima al S.N. Notaresco in Serie D e successivamente al Nereto, nell'Eccellenza abruzzese.
Nell'estate del 2020 viene ingaggiato dalla Puteolana. Nella stagione 2021-2022 gioca nella prima divisione kosovara all'Ulpiana prima di passare al Capistrello, nell'Eccellenza abruzzese.